# 島田裕次
島田 裕次（しまだ ゆうじ、1956年 - ）は、日本の経営システム工学者。システム監査技術者（CISA, CISM, CGEIT, CIA）。経済学学士（早稲田大学）・工学博士（大阪工業大学）。中央大学大学院理工学研究科元客員教授。元東洋大学総合情報学部教授。システム監査の実践的研究における第一人者の一人。システム監査学会第19期会長。日本情報経営学会元理事。日本経営システム学会元常任理事。元政府CIO補佐官。情報処理技術者元試験委員。 
専門は、システム監査・情報セキュリティ、経営システム工学・経営情報学・経済工学。

## 略歴
1979年早稲田大学政治経済学部卒業。のちに、大阪工業大学大学院工学研究科経営工学専攻博士課程修了、工学博士。東京ガスに入社し、IT部門などで勤務した後、同社監査部にて業務監査/情報システム監査/会計監査グループマネージャを歴任し、2009年同社退職。その間、2007年より中央大学大学院理工学研究科客員教授（システム監査、情報セキュリティ）も務める。2009年東洋大学総合情報学部教授。2022年同大学退官、同大学工業技術研究所客員研究員。
主な所属学会は、システム監査学会、日本経営システム学会、日本情報経営学会、日本ガバナンス研究学会、日本システム監査人協会、日本監査研究学会など。

## 主な著書
- ITのリスク・統制・監査（単著、同文舘出版 2009）
- 内部監査入門: コンプライアンス選書（単著、翔泳社2008年）
- ポケット図解 最新J‐SOX法がよーくわかる本（単著、秀和システム2007）
- 内部監査人の実務テキスト 基礎知識編/業務知識編（単著、日科技連出版社2009）
- 経営品質科学の研究 企業活動のクオリティを科学する（単著、中央経済社 2011）
- 物作りに役立つ経営工学の事典: システム監査（分担執筆、朝倉書店 2014）
- よくわかるシステム監査の実務解説 初版/改訂版/第3版/第4版（単著、同文舘出版2012/2015/2019/2024）[2]。
- 情報セキュリティの基本（単著、日本実業出版社2017）
- 内部監査の実践ガイド:16講でわかる基本と業務別監査（編者、日科技連出版社2018）
- バリューアップ内部監査Ｑ＆Ａ（共著、同文館出版2018）
- はじめての内部監査: 監査の基礎知識から実務での応用まで（単著、日科技連出版社2020）
- 個人情報保護法への企業の対応（単著、日科技連出版社2021）
- DX時代の内部監査手法:アジャイル型監査・リモート監査・CAATs（共著、同文舘出版2022）
- 不正・不祥事のメカニズムと未然防止:不正のトライアングル・内部統制・3線モデルから見た対策とチェックリスト（単著、日科技連出版社2023）